# Перисталтика
Перисталтика (грч. peristaltikos - који обухвата) или цревна перисталтика су покрети цревног канала који су изазвани и контролисани контракцијама мишића у зидовима црева.